# Senatus consultum Orphitianum
Il Senatus consultum Orphitianum fu una misura legale intrapresa nel 177 d.C., durante il regno di Marco Aurelio, poco prima delle 
seconde guerre danubiane. 
La legge, in questioni di eredità, preferiva il figlio della donna sui fratelli, sorelle e altri consanguinei della sua stessa famiglia.